# Třída Pallada
Třída Pallada byla třída ruských chráněných křižníků, sloužících v ruském carském námořnictvu. Celkem byly postaveny tři jednotky této třídy. Křižníky byly nasazeny jak v rusko-japonské válce, tak v první světové válce. Křižník Aurora se v roce 1917 stal symbolem bolševické revoluce v Rusku. Jako jediný se dochoval jako muzejní loď.

## Stavba
V letech 1897–1903 byly ruskými loděnicemi v Petrohradu postaveny tři jednotky této třídy. Mezi jejich hlavní úkoly patřil průzkum a narušování nepřátelských obchodních tras.
Jednotky třídy Pallada:
| Jméno   | Založený kýlu | Spuštěna        | Vstup do služby | Status |
| ------- | ------------- | --------------- | --------------- | --- |
| Pallada | 1897          | 26. srpna 1899  | květen 1901     | Za rusko-japonské války byl 7. prosince 1904 potopen v Port Arthuru, později byl vyzvednut Japonci a provozován jako Cugaru.        |
| Diana   | 1897          | 12. října 1899  | prosinec 1901   | V letech 1904–1905 internován Francií, vyřazen 1922.                                                                                |
| Aurora  | 1897          | 24. května 1900 | červenec 1903   | Červen až listopad 1905 internován v USA, od roku 1922 cvičná loď, roku 1941 potopen Němci, 1944 vyzvednut, upraven na muzejní loď. |

## Konstrukce

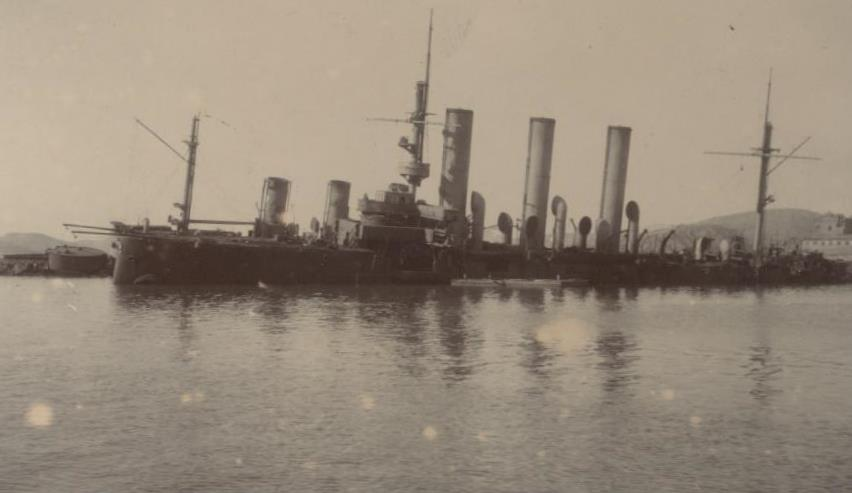
Křižník Pallada v Port Arthuru

Křižníky nesly osm 152mm kanónů, dvacet čtyři 75mm kanónů, osm 37mm kanónů a tři 381mm torpédomety. Pohonný systém měl výkon 11 610 hp. Skládal se ze tří parních strojů s trojnásobnou expanzí a 24 kotlů Belleville. Nejvyšší rychlost dosahovala 19 uzlů. Dosah byl 3700 námořních mil při rychlosti 10 uzlů.

## Osudy

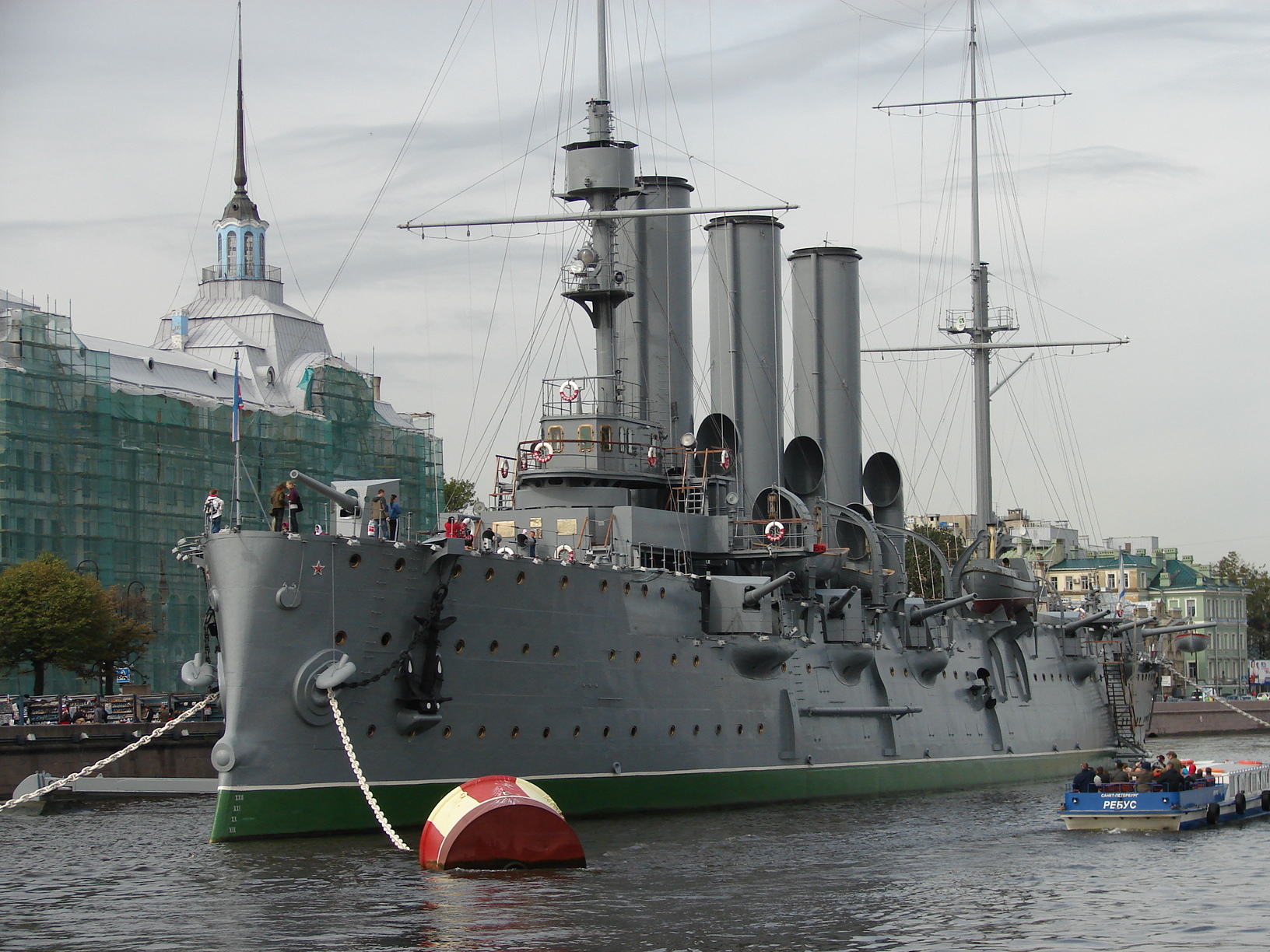
Křižník Aurora v Petrohradu

Křižníky třídy Pallada bojovaly v rusko-japonské válce. Během obléhání ruské základny Port Arthur japonská palba dne 7. prosince 1904 potopila křižník Pallada. Japonci křižník později vyzvedli, opravili a zařadili do služby jako Cugaru. Křižník Diana se s eskadrou z Port Arthuru účastnil bitvy ve Žlutém moři, po které unikl do Francouzské Indočíny, kde byl internován. Křižník Aurora se účastnil bitvy u Cušimy, ve které japonské námořnictvo drtivě zvítězilo. Lodi se podařilo probít z bojiště a byla poté krátce internována v Manile.
Diana a Aurora se účastnily první světové války v baltském loďstvu. Později je převzalo nástupnické sovětské námořnictvo. Zatímco Diana byla roku 1922 vyřazena, Aurora byla převedena k výcviku. Za druhé světové války byla děla Aurory demontována a nasazena na souši. Samotný křižník byl Němci potopen v přístavu Oranienbaum. Roku 1944 byl vyzvednut, po opravě byl využíván k výcviku a později přeměněn na muzejní loď.